# Substr
Substr es una función básica de muchos lenguajes de programación. Se utiliza para obtener una parte específica de una cadena de caracteres.
Por ejemplo, si en una variable S tenemos la cadena de caracteres "abcdef", la siguiente función obtendrá la cadena "cde":
s1=substr(s,2,3)
Los parámetros suelen ser los siguientes: El primero parámetro la cadena de origen, el segundo parámetro la posición inicial (que suele comenzar a contarse desde el 0, no desde el 1) y el tercer parámetro el tamaño.
En PHP su declaración es la siguiente:
string substr ( string $string , int $start [, int $length ] )
En Javascript su declaración es la siguiente:
string.substr(start,length)
En C++ su declaración es la siguiente:
string substr (size_t pos = 0, size_t len = npos) const;
En pascal (Free Pascal, Delphi, Turbo Pascal), se utiliza la función equivalente Copy, que tiene la misma función y estructura. Sin embargo, el parámetro que define el inicio de la cadena se comienza a contar desde 1 y no desde 0. Su declaración es la siguiente:
function Copy( S: AStringType;  Index: Integer;  Count: Integer):string;